# Liste der Kulturdenkmale in Kölleda
In der Liste der Kulturdenkmale in Kölleda sind alle Kulturdenkmale der thüringischen Stadt Kölleda (Landkreis Sömmerda) und ihrer Ortsteile aufgelistet (Stand: 2006).

## Kölleda
Denkmalensemble

| Bild            | Bezeichnung                                                                          | Lage    | Datierung | Beschreibung | ID |
| --------------- | ------------------------------------------------------------------------------------ | ------- | --------- | ------------ | -- |
| Fotos hochladen | Altstadt Kölleda, mit Marktplatz, Roßplatz, Brückenstraße und angrenzenden Bereichen | (Karte) |           |              |    |

Einzeldenkmale

| Bild                                    | Bezeichnung                                                                                                   | Lage                            | Datierung | Beschreibung                                                            | ID |
| --------------------------------------- | --- | ------------------------------- | --------- | ----------------------------------------------------------------------- | -- |
| weitere Bilder Fotos hochladen          | Kirche St. Wigbert mit Ausstattung                                                                            | Marktplatz 2 (Karte)            |           |                                                                         |    |
| weitere Bilder Fotos hochladen          | Kirche St. Johannes mit Ausstattung, sowie Friedhof mit historischen Grabsteinen, Umfassungsmauer und Kapelle | Im Kloster (Karte)              |           |                                                                         |    |
| Fotos hochladen                         | Mühlengehöft                                                                                                  | An der Pforten 1 (Karte)        |           |                                                                         |    |
| BW                                      | Kindergarten                                                                                                  | August-Feine-Straße 1 (Karte)   |           |                                                                         |    |
| Fotos hochladen                         | Haustür | Bahnhofstraße 3 (Karte)         |           |                                                                         |    |
| Fotos hochladen                         | Hofanlage | Bahnhofstraße 13 (Karte)        |           |                                                                         |    |
| Fotos hochladen                         | Hofanlage | Bahnhofstraße 27 (Karte)        |           |                                                                         |    |
| Fotos hochladen                         | Wohnhaus | Bahnhofstraße 37 (Karte)        |           |                                                                         |    |
| Fotos hochladen                         | Wohnhaus | Bahnhofstraße 49 (Karte)        |           |                                                                         |    |
| Fotos hochladen                         | Weidenmühle                                                                                                   | Battgendorfer Straße 9 (Karte)  |           |                                                                         |    |
| Fotos hochladen                         | Wohnhaus und Speicher                                                                                         | Brückenstraße 7 (Karte)         |           |                                                                         |    |
| Fotos hochladen                         | Stadthof | Brückenstraße 13 (Karte)        |           |                                                                         |    |
| Fotos hochladen                         | Hofanlage | Brückenstraße 31 (Karte)        |           |                                                                         |    |
| BW                                      | Wohnhaus | Feistkornstraße 2 (Karte)       |           |                                                                         |    |
| Direkt Bild zu diesem Denkmal hochladen | Trafohaus | Feistkornstraße / Im Kloster    |           |                                                                         |    |
| Fotos hochladen                         | Speicher | Friedrichstraße 9 (Karte)       |           |                                                                         |    |
| Fotos hochladen                         | Hofanlage (abgerissen)                                                                                        | Hospitalstraße 1 (Karte)        |           |                                                                         |    |
| BW                                      | Wohnhaus | Hundtgasse 7 (Karte)            |           |                                                                         |    |
| BW                                      | Wohnhaus | Hundtgasse 10 (Karte)           |           |                                                                         |    |
| Fotos hochladen                         | Klosterscheune                                                                                                | Im Kloster 6 (Karte)            |           |                                                                         |    |
| Fotos hochladen                         | Lagergebäude (Scheune mit Schüttboden)                                                                        | Im Kloster (Karte)              |           |                                                                         |    |
| Direkt Bild zu diesem Denkmal hochladen | Johannesbrunnen                                                                                               | Koordinaten fehlen! Hilf mit.   |           |                                                                         |    |
| weitere Bilder Fotos hochladen          | Rathaus mit Prangerstein                                                                                      | Marktplatz 1 (Karte)            |           |                                                                         |    |
| Fotos hochladen                         | alte Schule (Berufsschule) – Funkwerkmuseum                                                                   | Marktplatz 3 (Karte)            |           |                                                                         |    |
| Fotos hochladen                         | Marktbrunnen                                                                                                  | Markt (Karte)                   |           |                                                                         |    |
| BW                                      | Grundschule mit Nebengebäuden                                                                                 | Mühlgasse 1a (Karte)            |           |                                                                         |    |
| BW                                      | Hofanlage | Mühlgasse 9 (Karte)             |           |                                                                         |    |
| BW                                      | Hofanlage | Mühlgasse 10 (Karte)            |           |                                                                         |    |
| BW                                      | Wohnhaus | Prof.-Hofmann-Straße 11 (Karte) |           |                                                                         |    |
| BW                                      | Reste der alten Stadtmauer                                                                                    | Promenadenweg (Karte)           |           |                                                                         |    |
| BW                                      | Gartenhaus an der Stadtmauer (Salzstraße 1)                                                                   | Promenadenweg (Karte)           |           |                                                                         |    |
| Fotos hochladen                         | ehemalige Druckerei Böhme – Museum                                                                            | Roßplatz 39 (Karte)             |           |                                                                         |    |
| BW                                      | Wohnhaus | Roßplatz 41 (Karte)             |           |                                                                         |    |
| Fotos hochladen                         | Backleber Tor                                                                                                 | Roßplatz (Karte)                |           |                                                                         |    |
| Fotos hochladen                         | Sparkasse / Hilfsschule (ehemaliges Landratsamt), mit Stallgebäude                                            | Salzstraße 5–7 (Karte)          |           | erbaut 1879–1880 nach Entwurf des Berliner Architekten Franz Schwechten |    |
| Fotos hochladen                         | Schule | Straße der Jugend 15 (Karte)    |           |                                                                         |    |

## Altenbeichlingen
Einzeldenkmale
| Bild                           | Bezeichnung                                                                     | Lage                             | Datierung | Beschreibung     | ID |
| ------------------------------ | ------------------------------------------------------------------------------- | -------------------------------- | --------- | ---------------- | -- |
| weitere Bilder Fotos hochladen | St.-Bonifatius-Kirche mit Ausstattung, Kirchhof mit Einfriedung und Eingangstor | Hauptstraße (Karte)              |           | Bonifatiuskirche |    |
| Fotos hochladen                | ehemaliges Gutshaus                                                             | Hauptstraße 20 (Karte)           |           |                  |    |
| weitere Bilder Fotos hochladen | Turmwindmühle                                                                   | Thomas-Müntzer-Straße 75 (Karte) |           |                  |    |

## Backleben
Einzeldenkmale
| Bild                           | Bezeichnung                          | Lage                            | Datierung | Beschreibung           | ID |
| ------------------------------ | ------------------------------------ | ------------------------------- | --------- | ---------------------- | -- |
| weitere Bilder Fotos hochladen | St. Severinus (Backleben)            | Straße des Friedens (Karte)     |           | Kirche mit Ausstattung |    |
| BW                             | Hofanlage                            | Neue Straße 46 (Karte)          |           |                        |    |
| BW                             | Hofanlage                            | Oberdorf 14, (Karte)            |           |                        |    |
| BW                             | Hofanlage                            | Oberdorf 15 (Karte)             |           |                        |    |
| BW                             | Hofanlage                            | Ringstraße 27 (Karte)           |           |                        |    |
| BW                             | Feldscheune am östlichen Ortsausgang | Straße nach Ostramondra (Karte) |           |                        |    |

## Battgendorf
Einzeldenkmale
| Bild                           | Bezeichnung      | Lage                 | Datierung | Beschreibung | ID |
| ------------------------------ | ---------------- | -------------------- | --------- | ------------ | -- |
| weitere Bilder Fotos hochladen | Kirche           | (Karte)              |           |              |    |
| BW                             | Wohnhaus         | Dorfstraße 8 (Karte) |           |              |    |
| BW                             | Zeppinsche Mühle | Mühlstraße 4 (Karte) |           |              |    |

## Beichlingen
Einzeldenkmale
| Bild                           | Bezeichnung                                                                          | Lage                           | Datierung | Beschreibung | ID |
| ------------------------------ | ------------------------------------------------------------------------------------ | ------------------------------ | --------- | ------------ | -- |
| weitere Bilder Fotos hochladen | St.-Aegidius-Kirche mit Ausstattung und Kirchhof mit historischen Grabstätten        | Pfarrgasse 125 (Karte)         |           |              |    |
| weitere Bilder Fotos hochladen | Schloss Beichlingen einschließlich Park, Schlossgärtnerei und ehemaliger Herrengänge | Straße des Friedens (Karte)    |           |              |    |
| BW                             | Emsenborn, künstliche Quelleinfassung                                                | (Karte)                        |           |              |    |
| BW                             | Pfarrhaus                                                                            | Kölledaer Straße 30 (Karte)    |           |              |    |
| BW                             | alte Schule                                                                          | Schulstraße 105 (Karte)        |           |              |    |
| BW                             | ehemalige Schmiede                                                                   | Straße des Friedens 63 (Karte) |           |              |    |
| Fotos hochladen                | Wohnhaus                                                                             | Straße des Friedens 64 (Karte) |           |              |    |
| Fotos hochladen                | Grabmal des Grafen Georg von Werthern                                                | Weißer Berg (Karte)            |           |              |    |

## Burgwenden
Einzeldenkmale
| Bild                           | Bezeichnung                                                          | Lage                   | Datierung | Beschreibung | ID |
| ------------------------------ | -------------------------------------------------------------------- | ---------------------- | --------- | ------------ | -- |
| weitere Bilder Fotos hochladen | Kirche mit Ausstattung und historischen Grabsteinen auf dem Kirchhof | Dorfstraße (Karte)     |           |              |    |
| BW                             | Hofanlage                                                            | Hintergasse 50 (Karte) |           |              |    |

## Dermsdorf
Einzeldenkmale
| Bild                           | Bezeichnung                                                                        | Lage                           | Datierung | Beschreibung | ID |
| ------------------------------ | ---------------------------------------------------------------------------------- | ------------------------------ | --------- | ------------ | -- |
| weitere Bilder Fotos hochladen | Kirche mit Ausstattung und Kirchhof mit Ummauerung, Eingangstor und Kriegerdenkmal | Dorfstraße (Karte)             |           |              |    |
| BW                             | Hofanlage                                                                          | Dorfstraße 32 (Karte)          |           |              |    |
| BW                             | Wohnhaus                                                                           | Dorfstraße 57 (alt 58) (Karte) |           |              |    |

## Großmonra
Einzeldenkmale
| Bild                                    | Bezeichnung                 | Lage                          | Datierung | Beschreibung | ID |
| --------------------------------------- | --------------------------- | ----------------------------- | --------- | ------------ | -- |
| weitere Bilder Fotos hochladen          | Kirche mit Ausstattung      | Kirchstraße (Karte)           | 1688      |              |    |
| BW                                      | Pfarrhof                    | Kirchstraße 9 (Karte)         |           |              |    |
| Direkt Bild zu diesem Denkmal hochladen | Haustür                     | Kirchstraße 26                |           |              |    |
| Direkt Bild zu diesem Denkmal hochladen | Hofanlage                   | Kirchstraße 27                |           |              |    |
| Direkt Bild zu diesem Denkmal hochladen | historische Dorfbefestigung | Koordinaten fehlen! Hilf mit. |           |              |    |

## Quelle
- Landkreis Sömmerda. (Memento vom 1. Februar 2017 im Internet Archive; PDF; 160 kB) landkreis-soemmerda.de, Auszug aus dem Denkmalbuch des Landes Thüringen